# Битва при Треббии (1799)
Битва при Треббии (фр. Bataille de la Trebbia) — сражение во время Войны Второй коалиции между французской Неаполитанской армией и русско-австрийскими союзными войсками, произошедшее на реках Тидоне и Треббия 6 (17) июня — 8 (19) июня 1799 года. Закончилось победой союзников. Стало одним из лучших в суворовской военной карьере наряду со штурмом Измаила (1790).

## Перед сражением
14 апреля 1799 года французская Директория приказала Макдональду помочь французским войскам в северной Италии. Соответственно, он собрал Неаполитанскую армию и двинулся на север, оставив южную Италию в руках местных сил. Макдональд достиг Рима 16 мая и Флоренции десять дней спустя. Он попросил Моро двинуться на север и восток, чтобы встретиться с ним возле Пьяченцы. После перехода через Апеннины Макдональд надеялся разгромить часть австрийских сил прикрытия. По мере продвижения на север Неаполитанская армия включила в себя дивизии Виктора, Монришара и Готье, в результате чего общая численность её полевых сил составила 36 728 солдат.
9 июня Суворов получил известие от Отта о том, что Виктор и Монришар усилили Макдональда и что французы захватили Понтремоли. Отт командовал 5000 солдатами, принадлежавшими корпусу Бельгарда, но действовавшими независимо под Пармой. Суворов немедленно приказал Отту провести поэтапный отход к Страделле, но удерживать эту позицию любой ценой. Русский командующий быстро решил двигаться на восток, чтобы противостоять Макдональду. Австро-русская армия двинулась к Асти и вошла в неё 11 июня. 13 июня союзные войска достигли реки Бормида возле удерживаемой французами крепости Алессандрия. В тот день Суворов получил точные известия о наступлении Макдональда. Разведка узнала, что Моро собирался спуститься с гор. Суворов приказал корпусу Бельгарда двинуться на Алессандрию, чтобы следить за Моро, в то время как остальная часть его армии сосредоточилась против Макдональда.
Тем временем Макдональд атаковал австрийцев в Модене двумя дивизиями. 12 июня в сражении при Модене французы нанесли противнику потери в 750 человек убитыми и ранеными, захватив при этом 1650 человек, восемь орудий и три знамени. Потери французов составили 400 убитыми и ранеными и 200 взятыми в плен.
Поскольку крепость Алессандрия контролировала единственную переправу через Бормиду, основные силы австро-российских войск ждали подваза понтонов, которые наконец прибыли 15 июня. В 17:00 мост был установлен, и армия Суворова переправилась и шла всю ночь, чтобы достичь Кастельнуово-Скривия утром 16-го числа. После всего трех часов отдыха солдаты продолжили дневной форсированный марш к своему следующему бивуаку между Кастеджио и Казатизмой. За 24 часа армия союзников преодолела 56 километров (35 миль) в условиях палящей жары. Многие падали от усталости. 
16 июня в 10:00 авангард Макдональда подошел к Пьяченце и начал теснить отряд Отта. Суворов повторил приказ Отту отступить с боями к дефиле у Страделлы. Если бы Отту удалось удержаться вдоль реки Тидоне, это дало бы достаточно места для развертывания австро-русской армии между рекой По и горными отрогами на юге. Если бы Отт был вынужден вернуться на узкую позицию у Страделлы, союзникам было бы трудно сформировать боевую линию, и это могло бы даже привести к дезорганизации.

## Ход сражения

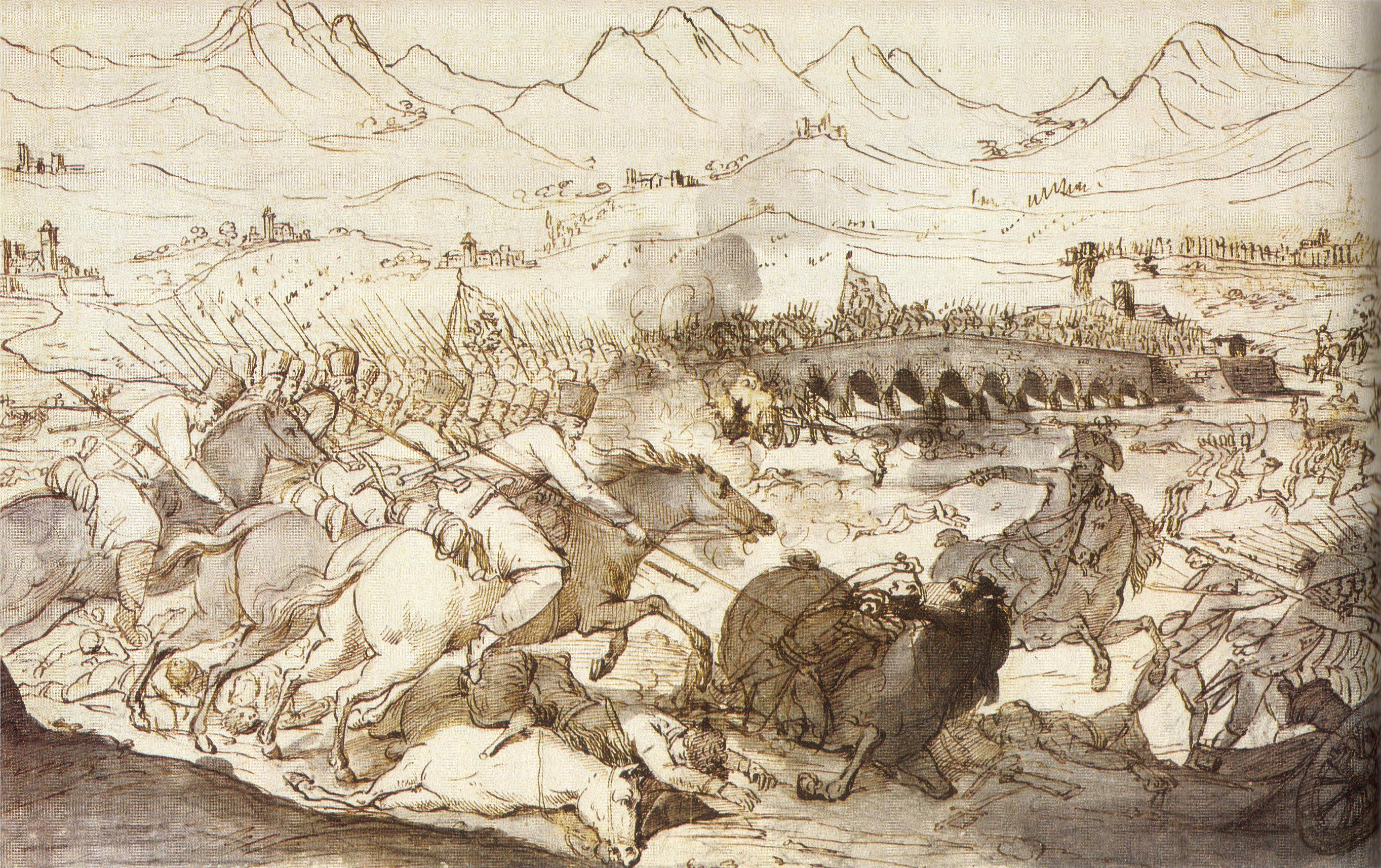
Сражение при Треббии. Рисунок неизвестного автора. 1799 год

### Бои 17 июня
Сражение началось утром 17 июня, и продолжалось в течение всего дня. Русские войска Суворова ещё не прибыли на поле боя, поэтому австрийцы Отта сдерживали натиск французских войск в одиночку. Однако отсутствие на поле боя Суворова, компенсировалось тем, что главнокомандующий французских войск Макдональд был тяжело ранен и не был в состоянии управлять армией. Общее командование французскими войсками фактически осуществлял генерал Виктор. Весь день шёл упорный бой, однако к вечеру австрийцы откатились к Кастель Сан-Джиовани. В это время на горизонте показалось подкрепление, во главе которого шли передовые части Суворова. Русские достигли реки Тидоне, совершив беспримерный марш-манёвр (практически без остановок было пройдено 80 км за 40 часов). Большая часть состава подразделений отстала за время марша (в ротах, по докладу Багратиона Суворову, осталось менее 40 человек) и подтянулась уже ночью, но внезапный удар малочисленных войск привел к тому, что французы отступили обратно на свои позиции, потеряв около 1,2 тысяч пленными и около 2 тысяч убитыми.
План Суворова в битве при Треббии заключался в том, чтобы, сковав французские войска в центре и на северном крыле австрийскими войсками, ударом русских войск прорвать южное крыло французов, выйти им в тыл и уничтожить неприятельскую армию. Для достижения этой цели на левом крыле были сосредоточенны до 15 тыс. человек — две трети сил Суворова.

### Бои 18 июня
В начале дня, 18 июня австро-русские войска имея перевес в силах, уверенно атаковали дивизии Руска и Моро, отбросив их за Треббию. Однако во второй половине дня к отступившим французам подошли подкрепления во главе Оливье и Мон-Ришара. Теперь численность противоборствующих армий вновь сравнялась. В 18:00 на северном фланге в бой вступила австрийская дивизия Отта, однако она не сумела отбросить французов за реку, тем самым сорвав операцию Суворова по разгрому армии Макдональда. В 20:00 прозвучали последние выстрелы и обе армии утихли.
Около 21:30 на северном фланге поле боя, французским унтер-офицерам послышался шум со стороны дороги, и они решив, что это прибыла армия Моро увлекли за собой пару тысяч солдат с криком: «Вперёд ребята!»
Эта ночная атака застала австрийцев врасплох. Однако вовремя подоспевшая кавалерия под командованием Меласа, остановила порыв французов. Примерно в это же время на южном фланге, атаковал французов Розенберг, но эта ночная вылазка также не имела больших последствий.
Ночью Макдональд принял решение дать новое сражение, направив основной удар своих шести колонн на северное крыло. Суворов, в свою очередь, не отменил наступления и не изменил направления главного удара. С утра обе армии были наготове, к этому моменту фронт боевых действий растянулся на 14 километров, от Ривальбы до Публия.

### Бои 19 июня
Сражение 19 июня было отмечено критическим моментом в центре русских войск, отступавших под натиском французов. К полудню армия Макдональда прорвала центр и северный фланг союзников. Однако одного появления Суворова в центре оказалось достаточно, чтобы только что отступавшие, практически разбитые войска обратили французов в бегство. По словам очевидцев, прибытие Суворова заменило появление на поле боя тридцати тысяч человек. На левом фланге русские войска в течение дня штыковыми атаками сдерживали основную часть французских войск. К вечеру французская армия была «приведена к полной невозможности сражаться». К вечеру 19 июня Макдональд, собрав небольшой военный совет, так и не дождавшись прибытия армии Моро, принял решение отвести своё войско за Треббию. 

## Результаты
Потери Макдональда - от 16 до 18 тысяч. Потери Суворова - от 5,5 до 6 тысяч.
Преследование, которое по замыслу Суворова должно было привести к полному уничтожению Неаполитанской армии, велось без должной энергии генералом Меласом в течение двух дней. Незначительные её остатки присоединились к французской Итальянской армии Моро. Неаполитанская армия в результате сражения при Треббии перестала существовать.
По воспоминаниям Дениса Давыдова, Макдональд спустя много лет скажет о своём поражении: «Я был молод во время сражения при Треббии. Эта неудача могла бы иметь пагубное влияние на мою карьеру, меня спасло лишь то, что победителем моим был Суворов». 